# 죽리초등학교 (충북)
죽리초등학교(竹里初等學校)는 대한민국 충청북도 증평군 증평읍 죽리에 있는 공립 초등학교이다.

## 학교 연혁
- 1939. 07. 30 증평공립 심상소학교 부설 죽리 간이학교 설립인가
- 1953. 04. 01 죽리국민학교 승격 개교
- 1966. 09. 19 죽리율리분교장 설립인가
- 1972. 03. 01 율리분교장 국민학교로 승격 개교
- 1984. 03. 01 율리국민학교 분교로 폐합
- 1984. 03. 06 죽리국민학교 병설 유치원 설립인가
- 1991. 03. 01 죽리국민학교 율리분교장 폐지
- 1991. 03. 01 충북교육청지정 학교급식 시범학교 운영(1991.03.01~1992.02.28)
- 1996. 03. 01 죽리초등교로 교명 변경
- 2015. 03. 01 충북교육청지정 수업역량강화 연구학교 운영(2015.03.01~2017.02.28)
- 2019. 03. 01 충북교육청지정 민주시민 연구학교 운영(2019.03.01~2021.02.28)
- 2019. 12. 31 병설유치원 제36회 졸업식
- 2021. 02. 09 제73회 졸업식(총9명. 졸업누계 4,037명)
- 2021. 03. 02 2021학년도 신입생 입학식(26명)